# Battaglia di Messines (1914)
La battaglia di Messines fu una battaglia combattuta nell'ottobre del 1914 tra le truppe dell'Impero tedesco e della British Expeditionary Force e fa parte della cosiddetta "corsa al mare", uno scontro che vide britannici e tedeschi tentare ripetutamente di aggirarsi  a vicenda sul fianco nord, dando luogo a un prolungarsi della linea del fronte sino al mare del Nord.
Lo scontro ebbe luogo nella zona compresa tra il fiume Douve ed il canale Comines-Ypres. 
La battaglia ufficialmente incominciò il 12 ottobre 1914, quando al Cavalry Corps fu ordinato di attaccare le postazioni tedesche a Mont des Cats e Flêtre. L'avanzata britannica terminò nella notte tre il 22 e il 23 ottobre e la linea del fronte rimase invariata fino al 30, quando i tedeschi ricacciarono i militari di Sua Maestà fuori dal villaggio belga di Hollebeke. 
I tedeschi dunque contrattaccarono, ma l'arrivo di rinforzi francesi limitò il cambiamento della linea del fronte.
La battaglia si concluse il 2 novembre, quando gli Stati Maggiori di entrambi gli schieramenti ordinarono di concentrare gli sforzi a Ypres.